# Rivière de l'Or
Rivière de l'Or är ett vattendrag i Kanada.   Det ligger i provinsen Québec, i den sydöstra delen av landet, 400 km öster om huvudstaden Ottawa. Rivière de l'Or ligger vid sjön Lac Saint-François.
I omgivningarna runt Rivière de l'Or växer i huvudsak blandskog. Runt Rivière de l'Or är det glesbefolkat, med 10 invånare per kvadratkilometer.